# Joseph Guy Ropartz
Joseph Guy Ropartz (15 de junho de 1864 - 22 de novembro de 1955) foi um compositor e maestro francês. Suas composições incluem cinco sinfonias, três sonatas para violino, sonatas para violoncelo, seis quartetos para cordas, um trio piano e trio de cordas, um número de obras para coral e outras músicas.

## Biografia
Ropartz nasceu em Guingamp, Côtes-d'Armor, na Bretanha. Estudou inicialmente em Rennes. Em 1885 ingressou na Academia de Paris, estudando com Théodore Dubois e Jules Massenet, e na academia tornou-se um amigo íntimo do jovem Georges Enescu. Posteriormente estudou órgão com César Franck. Ele foi apontado como diretor da Academia de Nancy em 1894 e permanecendo lá até 1919, onde estabeleceu classes de viola em 1894, trompete em 1895, harpa e órgão em 1897 e trombone em 1900. Também fundou a temporada de concertos sinfônicos com a orquestra da academia. 
Nos primeiros anos da Primeira Guerra Mundial, seu amigo e compositor Albéric Magnard foi morto defendendo sua casa dos invasores alemães. Sua casa também foi destruída com muitos manuscritos musicais. Ropartz reconstrituiu de memória a orquestração da ópera Guercoeur. De 1919 até 1929 ele foi o diretor da Academia de Estrasburgo. No mesmo período ele trabalhou com a Orquestra Filarmônica de Estrasburgo, incluindo jovens alunos, como Charles Munch.

## Composição

### Orquestral
- La Cloche des morts (initialement Le Convoi du Fermier) (1887)
- Lamento pour hautbois et orchestre (1887)
- Les Landes (1888)
- Marche de fête (1888)
- Cinq pièces brèves (1889)
- Carnaval (1889)
- Dimanche breton, suite en 4 parties (1893)
- Fantaisie en ré majeur (1897)
- A Marie endormie (1911-12)
- La Chasse du prince Arthur (1911-12)
- Sons de cloches (1913)
- Soir sur les chaumes (1913)
- Rhapsodie pour violoncelle et orchestre (1928)
- Sérénade champêtre (1932)
- Bourrées bourbonnaises (1939)
- Petite symphonie en mi bémol majeur (1943)
- Pastorales (1950)

### Música de Câmara
- Six quatuors à cordes (1893 à 1949)
- Deux sonates pour violoncelle et piano (1904/1918-19)
- Trois sonates pour violon et piano (1907/1917/1927)
- Pièce en Si bémol mineur pour trombone et piano (1908)
- Fantaisie brève sur le nom de Magnard pour quatuor à cordes
- Un trio en la mineur pour violon, violoncelle et piano (1918)
- Deux pièces pour quintette à vent (1924)
- Un trio en la mineur pour violon, alto et violoncelle (1934-35)
- Prélude, Marine et Chanson pour flûte, violon, alto, violoncelle et harpe (1928)
- Andante et Allegro

### Música Sacra
- Kyrie solennel, pour 4 voix soli, chœur et orgue (1886)
- Offertoire pascal, pour orgue seul (1889)
- Psaume 136 "Super flumina Babylonis", pour chœur et orchestre (1897)
- Cinq motets pour 4 voix mixtes a cappella (1900)
- Messe brève en l'honneur de Sainte Anne, pour trois voix égales et orgue (1921)
- Messe en l'honneur de Sainte Odile, pour chœur mixte et orgue (1923)
- Messe "Te Deum Laudamus", pour 3 voix mixtes et orgue (1925-26)
- Requiem, pour soli, chœur et orchestre (1937-38)
- Salve Regina pour chœur mixte et orgue (1941)
- Psaume 129 "De profondis", pour solo, chœur et orchestre (1942)

### Vocal
- Prière
- La Fleur d'or
- Sous Bois
- Amour d'hiver
- Lied
- Le Petit Enfant
- Sous-bois
- Rondel pour Jeanne
- Rondel de miséricorde
- Rondeau pour un délaissé de s'amye
- Les Fileuses de Bretagne, chœur pour voix de femmes
- Kyrie

### Piano
- Ouverture, variations et final (1904)
- Choral varié (1904)
- Nocturne n°1 (1911)
- Dans l'ombre de la montagne (1913)
- Nocturne n°2 (1916)
- Nocturne n°3 (1916)
- Scherzo (1916)
- Musiques au jardin (1916-17)
- Croquis d'été (1918)
- Croquis d’automne (1929)
- Jeunes filles (1929)
- À la mémoire de Paul Dukas (1936)